# Allister Coetzee
Allister Coetzee (Grahamstown, 23 maggio 1963) è un allenatore ed ex giocatore sudafricano di rugby a 15.
Tra i suoi incarichi più rilevanti figurano quelli di commissario tecnico del Sudafrica e della Namibia, quest'ultima guidata alla Coppa del Mondo 2023.
Al 2025 è allenatore dell'Eastern Province Elephants.

## Palmarès

### Allenatore
- Currie Cup: 2
Western Province: 2012, 2014